# Леринска българска община
Леринската българска община е гражданско-църковно сдружение на българите екзархисти в Лерин. Нейно задължение е поддръжката на българските училища, читалище и църкви, както и заплатите на учителите в града. Действията ѝ са силно затруднени от многочисленото гъркоманско население и от факта, че Лерин е седалище на гръцката Леринска епархия.

## История
В 1863 година Герасим Калугера отваря първото българско училище в село Търсие. Български училища са отворени и в Зелениче, Пътеле и Горно Върбени (Екши Су).
През 1870 година осем български първенци поставят въпроса за църковно пеене на български пред гръцкия владика Прокопий, но той отказва да ги допусне в църквата. На Цветница по време на службата в Лерин свещеник Константин Гулабчев чете евангелието на български, след което избухва сбиване между българи и гъркомани и почти целия град – около 400 семейства – се обявяват за български и българите овладяват градската църква. Същата година 120 български семейства от Лерин, подкрепени и от жители на селата Горно Върбени, Пътеле, Песочница, Неволяни и други, подават заявление до Високата порта, с което се отказват от Цариградската патриаршия и преминават под лоното на Българската екзархия.
При обявяването на Българската екзархия през 1872 година за схизматична владиката Прокопий Мъгленски с помощта на първенците, успява да върне почти всички жители в лоното на Патриаршията. Остават 40 български къщи, които се черкуват в къщата на българския свещеник поп Константин Гулабчев. През 1874 година в Лерин е отворено българско училище, в което преподава Димитър Тъпков и което трудно оцелява между 1875 и 1878 година. В края на 1874 година в училището се учат 52 момчета и 18 момичета. През 1882 година е закупено място за построяване на българска църква, която е построена десет години по-късно.
След Руско-турската война (1877 – 1878) българската община в града е възстановена под ръководството на Константин Гулабчев. Тя обаче среща големи затруднения, тъй като местната власт не признава поп Константин за архиерейски наместник. Екзархията предприела редица постъпки пред Портата за признаването му. В края на 1881 година общината моли Екзархията да отпусне пари за построяване на училищна сграда и параклис и те са отпуснати, но при условие, че и общината ще събере доброволни дарения. През пролетта на 1883 година строежът на леринското училище и параклиса започва. От 1881 до 1883 година в Леринското българско училище преподава Яким Сапунджиев, подпомогнат от 1882 година и от Христо Донев и Михаил Кушев за отделенията. Леринската община сама уславя учителите си, а Екзархията отпуска единствено обща годишна сума за издръжката им.
В 1888/1889 година главен български учител в града е Григор Попдимитров. През март 1890 година е открит българският параклис „Свети Панталей“ (Пантелеймон) във Вароша, а след една-две години на негово място е построена голяма катедрална църква. Към 1895 година в Лерин българската църковна община поддържа училищата и катедралата „Свети Панталей“.
През учебната 1886/1887 в околията има 13 основни училища с 14 учители и със 797 ученици. Класното училище в Лерин има един учител и 16 ученици. В 1891/1892 основните училища са 17, с 22 учители и 998 ученици, а в класното училище в Лерин преподава един учител на 7 ученици. Скоро след това основните училища са 25, с 40 учители и 1776 ученици, а класните училища са две, с двама учители и 22 ученици. През 1911/1912 година в град Лерин се обучават 175 български деца, в основните училища в селата 2353 ученици с 56 учители. Класни училища в тази година има в Лерин, Пътеле, Горно Върбени и Зелениче със 121 ученици. Общо за Леринската община 2474 български ученици. Същевременно в Лерин се издържа пансион за 26 деца от селата и библиотека със 750 книги. Български училища има в селата Търсие, Суровичево, Секулево, Сребрено, Пътеле, Прекопана, Попадия, Песочница, Петърско, Неред, Люботино, Лесковец, Лаген, Кучковени, Зелениче, Живойно, Горно Върбени, Долно Котори, Горно Неволяни, Горно Котори, Горно Каленик, Горничево, Буф, Бач, Айтос, Хасаново, Арменско и Арменово.
Църквите с български фермани са в Горно Върбени, Арменско, Петърско, Суровичево, Баница, Крушоради, Сетина, Попължани, Каленик, Горно Неволяни, манастирът „Свети Лука“ край Неред, параклис в Сребрено, Бач и Крапешино. В 1912 година в Леринско българските църкви са 46, а манастирите четири - Айтоски, Крушорадски, Нередски и Арменски. През 1912 година в Лерин е посрещнат епископ Неофит, чиято обиколка по думите на Васил Трифонов се превръща във „връх на славата на българщината в нашия край“.
От 1896/1897 до 1900/1901 учебна година включително главен учител на второкласното, а впоследствие третокласното смесено училище в Лерин отново е Григор Попдимитров.
Сред по-известните дейци на общината са Константин Гулабчев, Васил Крепиев (Кържатев), Димуш Търпенов, Мице и Атанас Зафирови, Димитър Гулабчев, Трифон Иванов и Д. Прусанков.
След Хуриета български учители в Лерин са Анастас Митрев, преместен от Кичево, Костадин Николов от Мелнишко, Стефан Николов от Костурско, Стефан Иванов от Битоля, директор на прогимназията, Бонча Пекова от Драмско, Македонка Цървенкова от Прилеп, Мара Панчева и Мара Накова от Велес, Фания Николова, братята Димитър и Илия Гулабчеви от Лерин. Будни дейци от периода са Илия Димушев, Тего Камев, Коце Питерков, братя Георги и Благой Бояджиеви, Атанас Зафиров, Коце Хаджистанчев, Кольо Паунчев, Стефан Ролев, Доне Мельов и други.
През 1913 година новите гръцки власти закриват Леринската българска община и конфикуват имотите ѝ.
- Глава на документ на Леринската българска община
- Печат на българската община в Зелениче
- Печат на българското училище в Айтос
- Леринско българско класно училище, писмо до екзарха от 22 декември 1902, с. 1
- Леринско българско класно училище, писмо до екзарха от 22 декември 1902, с. 2
- Леринско българско класно училище, писмо до екзарха от 22 декември 1902, с. 3
- Писмо на общината до учителката в Айтос Анета Олчева, 14 септември 1904 г.